# Alfa Horologii
Alfa Horologii (α Horologii, förkortat Alfa Hor, α Hor) som är stjärnans Bayerbeteckning, är en ensam stjärna belägen i den nordöstra delen av stjärnbilden Pendeluret. Den har en skenbar magnitud på 3,85 och är synlig för blotta ögat. Baserat på parallaxmätning inom Hipparcosuppdraget på ca 28,4 mas, beräknas den befinna sig på ett avstånd på ca 115 ljusår (ca 35 parsek) från solen. Stjärnan flyttar sig bort från solen med en radiell hastighet på +21,6 km/s.

## Egenskaper
Alfa Horologii är en orange jättestjärna i av spektralklass K2 III, en stjärna som förbrukat vätet i dess kärna och har ett yttre expanderande och avsvalnande skikt. Den har en massa som är drygt 50 procent större än solens massa, en radie som är ca 8,5 gånger större än solens och utsänder från dess fotosfär ca 38 gånger mera energi än solen vid en effektiv temperatur på ca 5 000 K.